# Dülferstraße (metrostation)
Dülferstraße is een metrostation in de wijk Am Hart van de Duitse stad München. Het station bedient ook het oosten van de aangrenzende wijk Hasenbergl. Het station werd geopend op 20 november 1993 en wordt bediend door lijn U2 van de metro van München.